# Усатове
Уса́тове — село в Україні, в Одеському районі Одеської області. Адміністративний центр Усатівської сільської громади. Площа села складає 453,2 га. Населення становить приблизно 8483 осіб.
Село лежить за 55 км від районного центру — Біляївки, і за 10 км від обласного центру — Одеси. Розміщене на верхівці Шкодової гори. На сході межує із селищем Куяльник (Одеса), а на північному заході — із селом Нерубайське. На півночі села знаходиться Хаджибейський парк, який є пам'яткою природи, а далі — Хаджибейський лиман.

## Історія
Доісторична доба
Історія села починається ще з часів мідної доби, коли на цих територіях у 3500-2700 роках до н. е. була поширена Усатівська культура. Назва культури пішла власне від назви цього села. На верхівці Шкодової гори було знайдено залишки споруд з кам'яних плит місцевого вапняку, вироби з кременю — ножі, проколки, скребла, вістря на стріли, а також вкладні до серпів і кам'яні зернотертки та кістки свійських тварин. Саме це поселення і вважають центром виникнення усатівської культури. Кургани на Усатівському кладовищі існували приблизно з 2400 р. до н.е по 2100 р. до н. е.
Заснування села
У 1775 році виник усатівський цвинтар, де запорожці ховали своїх померлих.
Село було засновано козаками-запорожцями у 1775 році під назвою Усатівські хутори. Козаки заселялися по балках коло берегу Хаджибейського лиману і на схилах Шкодової гори. За легендою, село було засноване козаком Тимофієм Вусатим, що мав довгі вуса (звідци і пішла назва села). Цей факт має наступне підтвердження: у Вознесеньскій церкві, що стояла поряд з куяльницьким кладовищем, в метричній книзі серед записів 1809 по 1822 роки зафіксовано прізвища Усатий Даніїл Стефанович та Усата Феодосія Григорівна. Можливо, це й були нащадки легендарного засновника села.
У складі Російської імперії
С 1790 року хутір переходе до складу Російської імперії.
21 вересня 1822 року тут була освячена Різдво-Богородична церква, від того дня 21 вересня (день Різдва Богородиці) вважається днем села. Раніше на цьому місті стояла дерев'яна церква.
22 травня 1835 року на Усатівських хуторах було відкрито церковно-приходське училище, яке у 1954 році дістало статус школи, а у 2022 році статус ліцею. У 1965 році школа була названа на честь Героя Радянського Союзу П. Д. Вернидуба, який народився в цьому селі.
До 1917 року село входило до складу Одеського градоначальства. Потім до 1921 року село було у складі Одеської міської думи.
Радянська доба
З 1921 по 1923 рік існувала Усатівська волость, яка була у складі Одеського повіту.
З 1923 по 1962 село було у складі Одеського району. З 1923 по 1940-ві роки існувала Усатівська сільська рада.
Перший колгосп в селі організовано у 1929 році, його першим головою був член партії з 1925 року О. Ф. Стариченко. За свідченням Е. А. Приступи (Морозової) у 1918—1920 роках Олексій Федорович був зв'язківцем у ревкомі. Він так само завзято, як в роки окупації, намагався об'єднати людей на тепер уже мирну боротьбу за нове життя в колгоспі «Успіх». У 1930 році розрізнені малі господарства продовжували об'єднання зусиль і укрупнювалися, так з'єднались два колгоспи: усатівський «Успіх» та колгосп «Перемога», що раніше був створений в Куяльнику.
Під час організованого радянською владою Голодомору 1932—1933 років померло щонайменше 4 жителі села.
У 1944 році у селі був організований колгосп.
1951 р. утворено Усатівську селищну Раду (Усатове, Крива Балка, Куяльник), а також Великофонтанську (Великий Фонтан, Середній Фонтан, Чорноморка) та Залізничну селищну Раду (Ленінський, Троїцький (с-ще Дзержинського) та с-ще залізн. ст. Застава I).
1952 р. ліквідовано Усатівську селищну Раду (а також Великофонтанську та Залізничну), підпорядковані Одеській міській Раді депутатів трудящих, включивши територію Усатівської селищної Ради до складу Ленінського р-ну (Великофонтанську — до складу Кагановичського р-ну та Залізничну — до Іллічівського р-ну) м. Одеси.
Рішенням виконкому Одеської обласної Ради депутатів трудящих від 8 квітня 1960 року північно-східну околицю міста Одеси виділено в окремий населений пункт — село Усатове, яке передано до складу Біляївського району з підпорядкуванням Нерубайській сільській Раді.
Рішенням виконкому Одеської обласної ради від 9 березня 1971 року в складі Біляївського району була утворена Усатівська сільська рада з центром в селі Усатове.
Першим сільським головою став Леонід Гнатович Голубков, який обіймав цю посаду з 1971 по 1977 рік. Потім сільську раду очолювали: Тетяна Василівна Пашкова, Сергій Іванович Похила, Іван Іванович Жердецький, Володимир Олексійович Киян, Валентина Гнатівна Моісеєва, Василь Павлович Бондар. Ольга Петрівна Щегульцова була на посаді голови Усатівської сільської ради з 1998 по 2003 рік. У 2003 році на посаду сільського голови було обрано Юрія Івановича Маковейчука.
Незалежна Україна
Рішенням Одеської обласної Ради № 347-XXXIII від 07.08.2001 р. «Про межі міста Одеси» (затвердженого Постановою Верховної Ради України № 3064-III від 07.02.2002 р. «Про зміну меж міста Одеси Одеської області») територію санаторію «Хаджибей» (разом з парком) вилучили із Усатівської сільради і приєднали до Суворовського району м. Одеси.
17 липня 2020 року була утворена Усатівська сільська територіальна громада в результаті об'єднання Усатівської, Августівської, Маринівської та Іллінської сільських рад, але при цьому з Усатівської сільради було вилучено північну частину села. Орган місцевого самоврядування — Усатівська сільська рада. Перші вибори відбулися 25 жовтня 2020 року.

## Політика

### Парламентські вибори, 2019
На позачергових парламентських виборах 2019 року у селі функціонували 4 окремі виборчі дільниці № 510262, 510272–510274.
Результати
- зареєстровано 8079 виборців, явка 41,34 %, найбільше голосів віддано за «Слугу народу» — 60,60 %, за «Опозиційну платформу — За життя» — 16,40 %, за Партію Шарія — 4,34 %.[6] В одномандатному окрузі найбільше голосів отримав Сергій Колебошин (Слуга народу) — 48,52 %, за Романа Зелінського (самовисування) — 15,18 %, за Сергія Боба (Опозиційна платформа — За життя) — 10,65 %[7].

## Населення
Згідно з переписом 1989 року населення села становило 9291 особа, з яких 4336 чоловіків та 4955 жінок.
За переписом населення 2001 року в селі мешкала 8031 особа.

### Мова
Розподіл населення за рідною мовою за даними перепису 2001 року:
| Мова       | Відсоток |
| ---------- | -------- |
| українська | 80,9 %   |
| російська  | 14,44 %  |
| циганська  | 0,77 %   |
| румунська  | 0,6 %    |
| вірменська | 0,14 %   |
| білоруська | 0,11 %   |
| гагаузька  | 0,08 %   |
| болгарська | 0,07 %   |
| німецька   | 0,02 %   |
| польська   | 0,01 %   |
| караїмська | 0,01 %   |

## Символіка
Рішенням Усатівської сільської ради № 1008-VII від 20.09.2018 року «Про затвердження офіційних символів с. Усатове–герба і прапора, опису та положення про порядок використання символіки територіальної громади», зокрема, затверджено офіційні символи Усатівської сільської територіальної громади: герб і прапор.

### Герб
Щит перетятий пониженою срібною вузькою зубчастою зверху балкою на червоне та лазурове поля. У верхньому червоному полі срібна церква з золотим куполом і хрестом. У нижньому лазуровому полі золота підкова ріжками догори зі срібними стрілою та шаблею з золотим руків'ям навхрест вістрям донизу. Щит розміщений у золотому картуші та увінчаний золотою сільською короною.

### Прапор
Квадратне полотнище, розділене горизонтально вузькою білою зубчастою зверху стрічкою на червоне та синє поля, з співвідношенням ширини верхньої, вузької та нижньої смуг рівне 6/10, 1/10 та 3/10 відповідно. У верхньому червоному полі біла церква з жовтим куполом і хрестом висотою 1/2 висоти прапора, у нижньому синьому полі жовта підкова ріжками догори з білими стрілою та шаблею навхрест вістрям донизу, висотою 1/5 висоти прапора.

### Символіка
Композиція з підкови, стріли та шаблі символізує запорізького козака, який мав довгі вуса, та був, за легендою, першими поселенцем села, яке згодом назвали Усатове. Храм Різдва Пресвятої Богородиці символізує віру та надію жителів на краще життя, та разом з зубчатою стіною нагадує про славетну історію села, а також нагадує стіни колишньої Хаджибеївської фортеці, на місті якої згодом була заснована Одеса. Золотий (жовтий) колір є символом багатства, справедливості та достатку, срібний (білий) — чистоту та невинність. Червоний колір є символом краси, мужності та козацької слави. Лазуровий колір символ гідності, чистого мирного неба, а також символізує красу та велич Хаджибеївського лиману. Герб розміщений у золотому картуші, який рекомендований Українським геральдичним товариством, та прикрашений сільською короною, яка вказує на статус села.
Автори проекту прапора та герба Усатівської сільської територіальної громади :
Маковейчук Юрій Іванович — Усатівський сільський голова
Пашкова Валентина Олександрівна — заступник сільського голови
Сердюк Володимир Володимирович — депутат Усатівської сільської ради
Олійник Наталія Володимирівна — депутат Усатівської сільської ради
Панченко Леонід Григорович — житель села Усатове.
Геральдична допомога:
Джунь Володимир Миколайович — президент Волино-Подільської геральдичної колегії, заслужений член Всеросійського геральдичного товариства, член геральдичної колегії при Одеській обласній раді, член Українського геральдичного товариства;
Маскевич Олег Іванович — голова Кримського відділення Волино-Подільської геральдичної колегії, дійсний член Всеросійського геральдичного товариства, член Українського геральдичного товариства.

## Пам'ятки
- Курган[d] (III тис. до н. е. — I тис. н. е.);
- Церква Різдва Пресвятої Богородиці;
- Братська могила 8 червоноармійців та партизан громадянської війни[d];
- Братська могила 56 радянських воїнів[d], загиблих при обороні м. Одеси в серпні—жовтні 1941 року, 17 воїнів, загиблих при звільненні села 10 квітня 1944 року, та пам'ятник 116 воїнам-односельцям, загиблим на фронтах Великої Вітчизняної війни;
- Братське кладовище 9 радянських воїнів[d], загиблих при звільненні села 10 квітня 1944 року;
- Могили 2 радянських воїнів[d], загиблих при звільненні села 10 квітня 1944 року;
- Могила Івана Прокоф'єва[d], розстріляного фашистськими окупантами;
- Пам'ятник на місці входу в катакомби[d], де у вересні-жовтні 1941 року знаходився штаб 95 Молдавської стрілкової дивізії, а з жовтня 1941 року по квітень 1944 року знаходився Одеський Приміський підпільний райком партії;
- Пам'ятник[d] Герою Радянського Союзу Н. Д. Вернидубу;

## Постаті
- Вернидуб Петро Данилович (1924—1944) — Герой Радянського Союзу, учасник Другої світової війни.
- Мокан Микола Валерійович (1983—2014) — старший солдат Збройних сил України, учасник російсько-української війни.

## Галерея

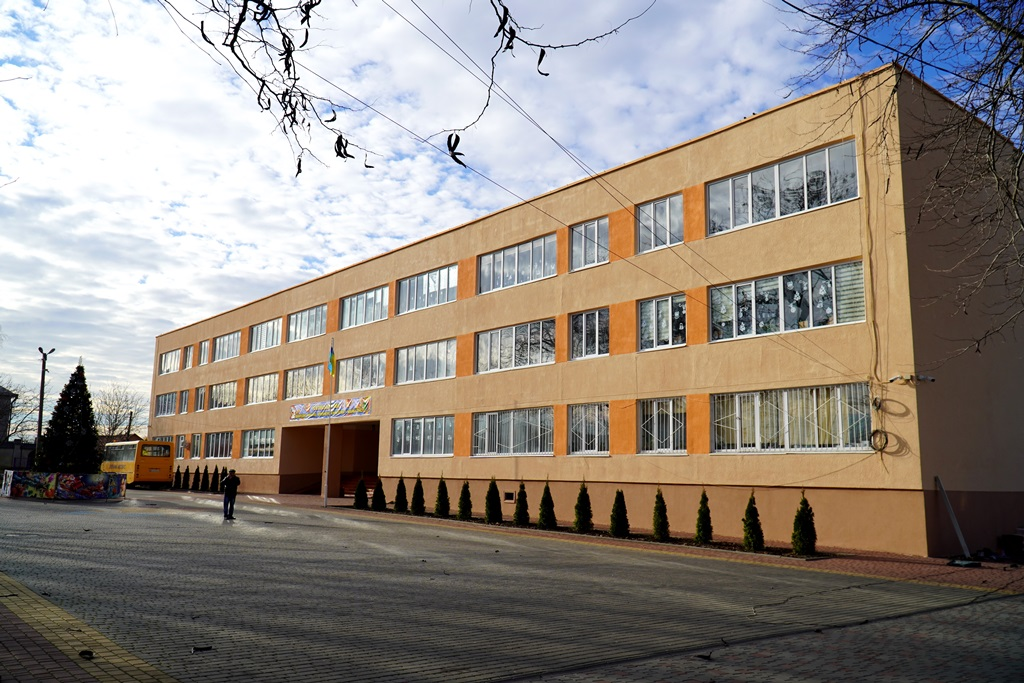
Усатівський ліцей імені П. Д. Вернидуба
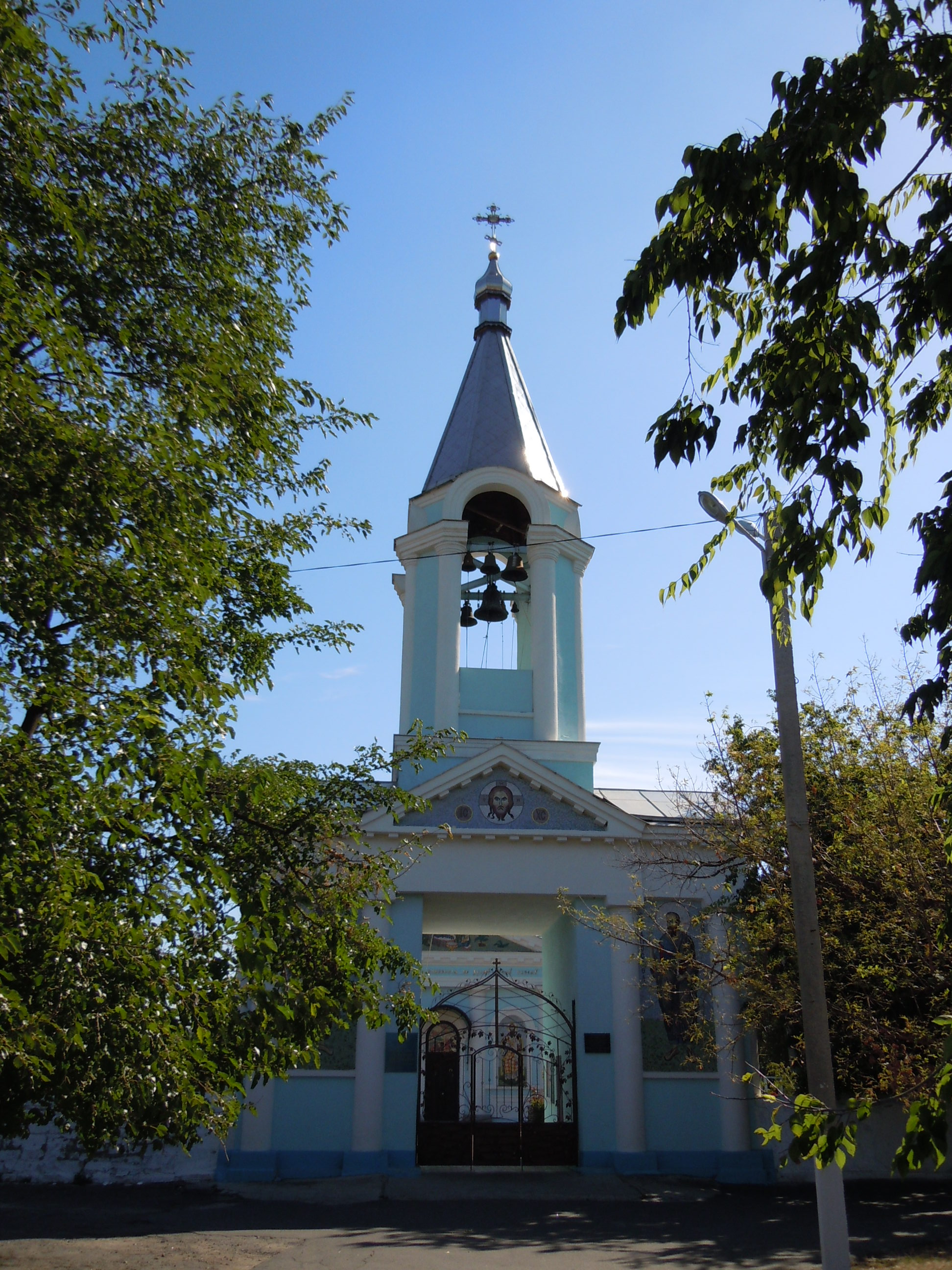
Різдво-Богородична церква
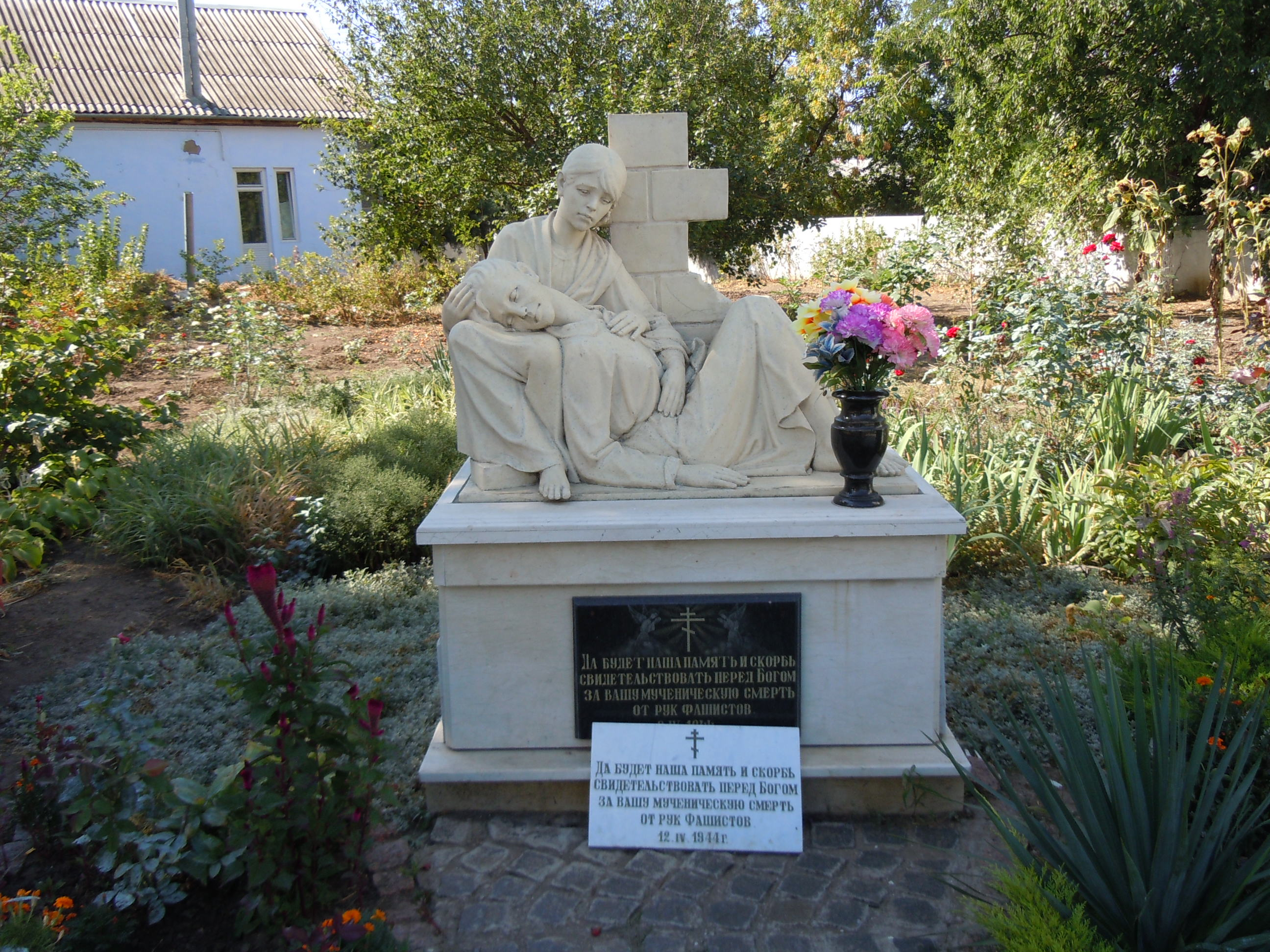
Меморіал жертвам Другої світової війни біля церкви
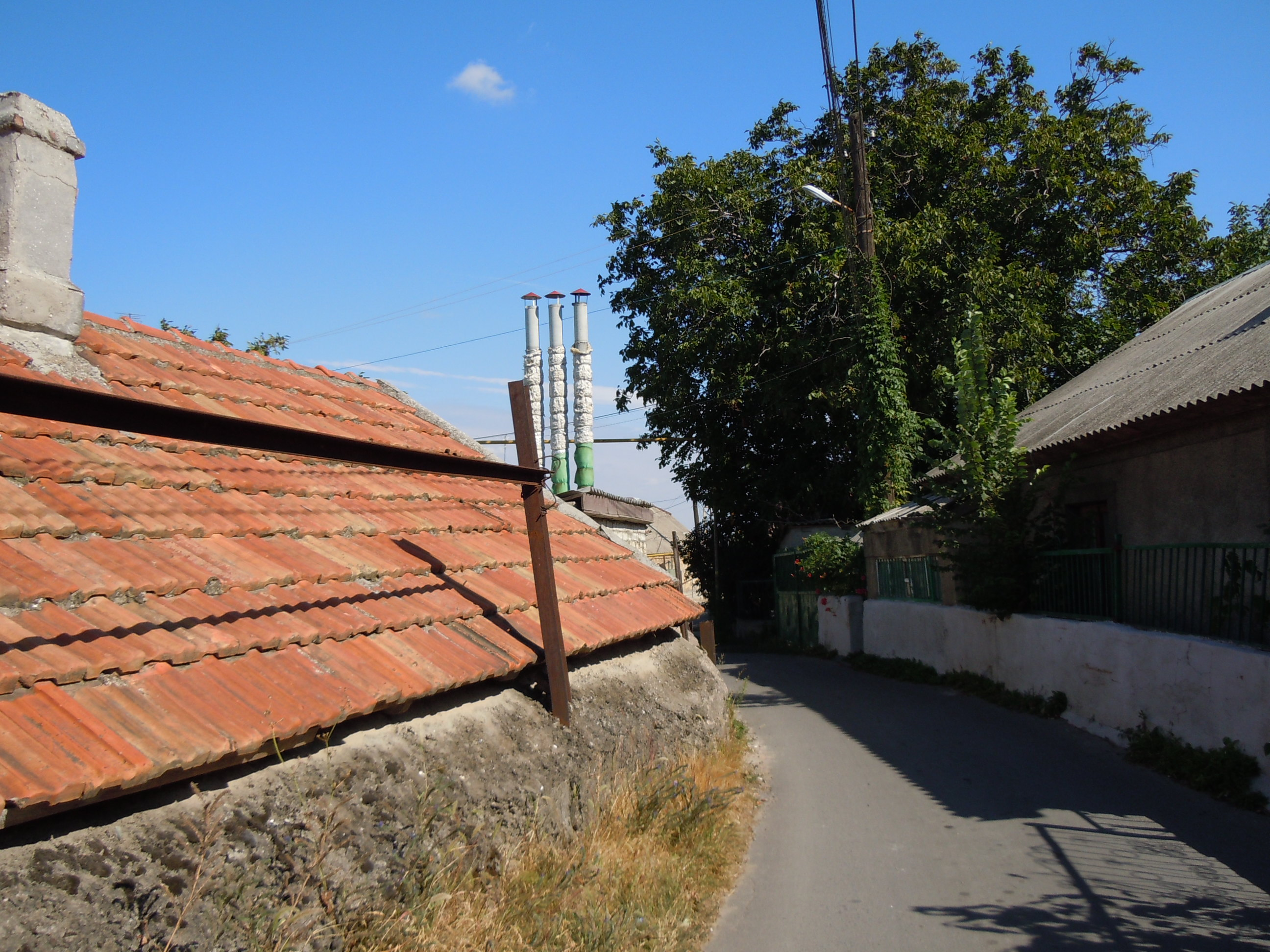
Вулиці Усатова
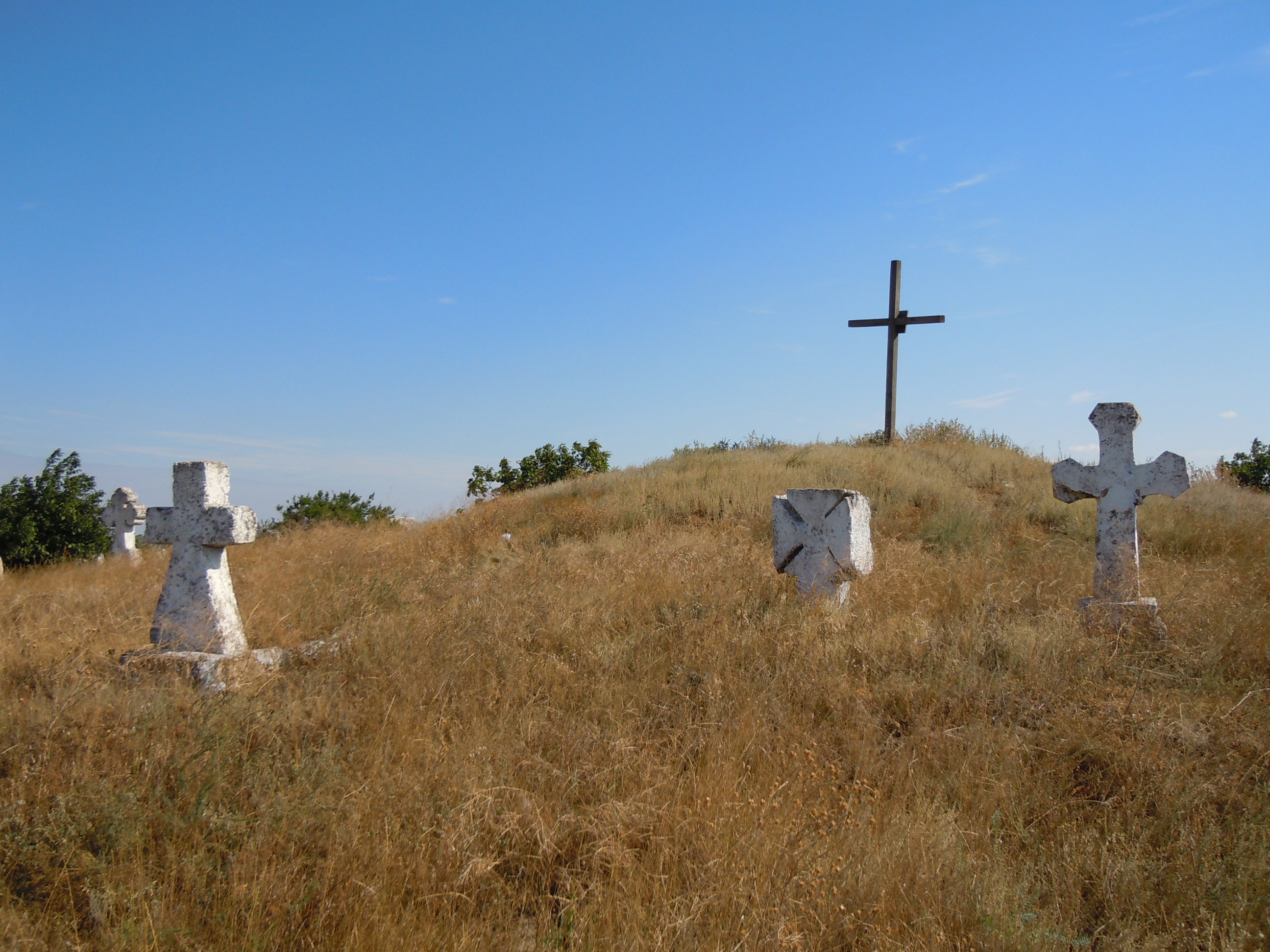
Курган на Усатівському цвинтарі
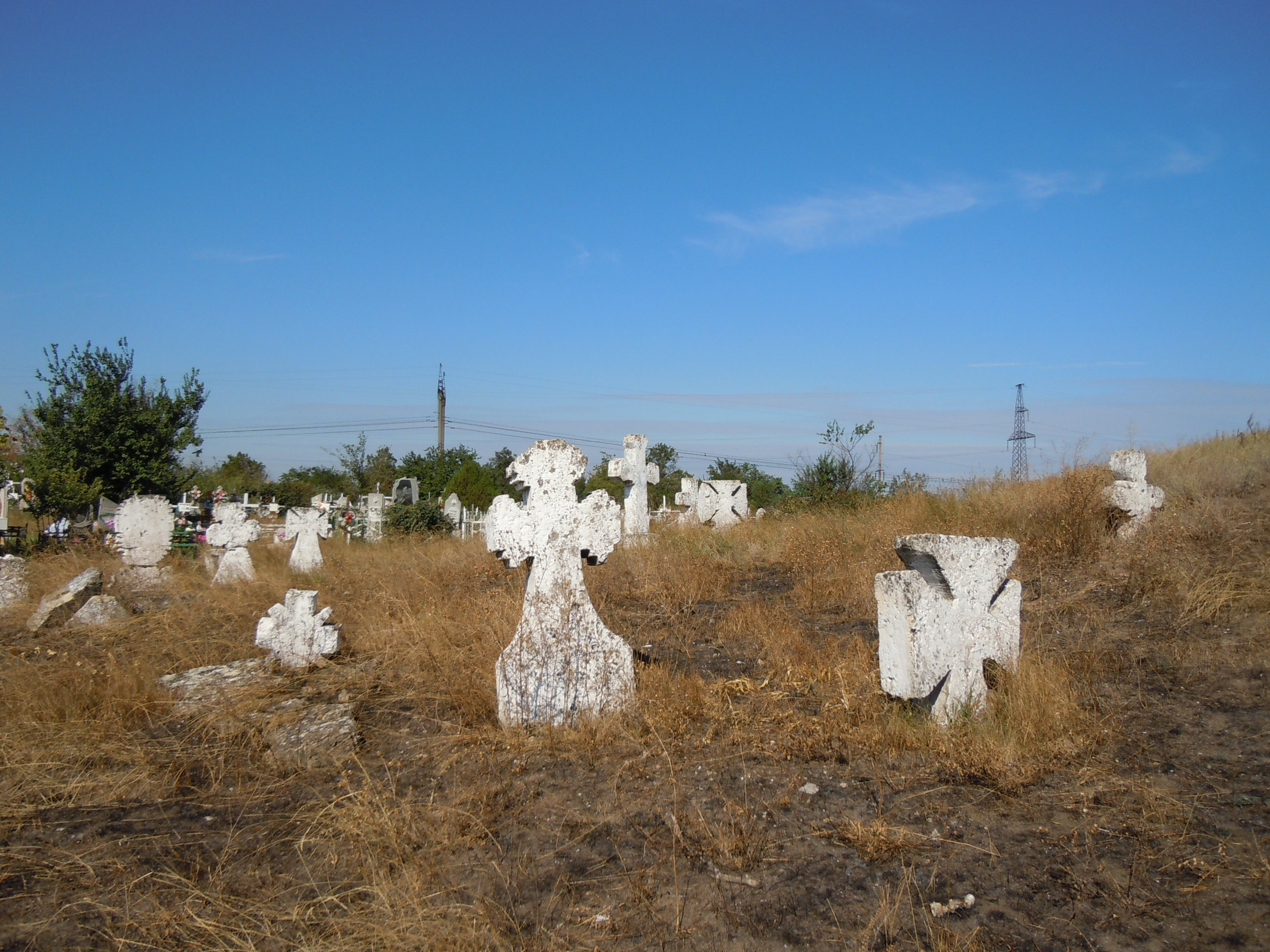
Козацькі могили на Великому Усатівському цвинтарі